# Io nascerò/Un bacio
Io nascerò/Un bacio è un singolo di Loretta Goggi, pubblicato nel 1986.

## Io nascerò
Io nascerò è un brano scritto da Mango e Alberto Salerno su arrangiamenti di Mauro Paoluzzi. È stato la sigla del Festival di Sanremo 1986, condotto dalla stessa Goggi. Inizialmente venne proposto a Loredana Bertè, che invece decise di partecipare alla kermesse con Re, altro brano firmato da Mango.
Il singolo è stato un grande successo, vendendo molto di più di tante canzoni in gara a quel Festival, tanto da ricevere il Disco d'oro per un milione di copie vendute e da posizionarsi al sesto posto nella classifica dei singoli più venduti.
La Goggi, prima donna in veste di conduttrice principale nella storia della kermesse canora, ritorna in classifica dopo un paio d'anni d'assenza, con un brano diverso dal tipo di canzoni fino a quel momento interpretate, acquistando così una nuova credibilità di interprete.
Inizialmente l'arrangiamento doveva essere di Vince Tempera (che difatti compare nelle prime copie pubblicate) ma, come la Goggi stessa racconta, Tempera non era soddisfatto, e all'ultimo momento fu chiamato Mauro Paoluzzi. Il brano è stato reinterpretato da Mango nella raccolta Visto così del 1999.
Il 28 Febbraio 2025 viene rilasciata la versione remix ufficiale, fatta da Zio Peter  & House of Glass , uscita su etichetta Warner Music Italia . Sono state rilasciate due versioni remix, radio ed extended, fruibili su Itunes  Spotify  Youtube e Soundcloud 

## Un bacio
Il lato B del disco contiene Un bacio, un pezzo scritto da Sergio Menegale e Renato Pareti, che non venne inserito nell'album C'è poesia.

## Tracce
Lato A
1. Io nascerò – 3:51 (Mango-Alberto Salerno)

Durata totale: 3:51
Lato B
1. Un bacio – 4:13 (Sergio Menegale-Renato Pareti)

Durata totale: 4:13